# Fundulopanchax amieti
Espèce
Synonymes
- Aphyosemion amieti Radda, 1976[2]

Statut de conservation UICN

 EN B1ab(iii)+2ab(iii) : En danger
Fundulopanchax amieti est une espèce de poissons d'eau douce de la famille des Nothobranchiidae et qui se rencontre au Cameroun.

## Systématique
L'espèce Fundulopanchax amieti a été initialement décrite en 1976 par l'ichtyologiste autrichien Alfred C. Radda (d) (1936-) sous le protonyme d’Aphyosemion amieti.

## Répartition
Fundulopanchax amieti se rencontre dans le bassin versant de la Sanaga dans l'Ouest du Cameroun.

## Description
Fundulopanchax amieti mesure jusqu'à 7 cm de longueur totale. Les mâles utilisent leur queue bleue et jaune durant la parade.

## Aquariophilie
En aquarium, il nécessite une eau entre 20 et 25 °C, et au pH neutre à légèrement acide compris entre 5,8 et 7,2.

## Étymologie
Son épithète spécifique, amieti, lui a été donnée en l'honneur du zoologiste français Jean-Louis Amiet (1936-), qui fut professeur à l'université de Yaoundé au Cameroun, pour ses précieux conseils concernant les poissons du Cameroun dont cette espèce est endémique.

## Publication originale
- (de) Alfred C. Radda, « Neubeschreibung von Aphyosemion amieti nov. spec. aus Kamerun und Aphyosemion deltaënse nov. spec. aus Nigeria », Aquaria: Vivaristische Fachzeitschrift für die Schweiz und Oesterreich, vol. 23, no 4,‎ avril 1976, p. 51-60.